# Rossignolet du bois
Rossignolet du bois est un chant  traditionnel occitan, composé par un auteur anonyme en langue occitane.

## Historique
La pièce a été récupérée par le compositeur Joseph Canteloube en 1938 et incluse dans la collection 2. Nouvelle anthologie chorale des Éditions Musicales Frédy Henry, Suisse, où il l'a transcrite avec clé en sol mineur pour trois voix.
La pièce a ensuite été cataloguée par le collectionneur de chansons traditionnelles Jean Dumas, avec différentes versions du texte très similaires les unes aux autres, et plusieurs mélodies qui diffèrent grandement les unes des autres. En novembre 1958, Dumas avait transcrit le texte et la partition avec le titre « Le leçon d'amour » et avait enregistré plusieurs versions dont une a cappella chanté par Virginie Granouillet.
En 1964, Luciano Berio transcrit la pièce à son tour, avec un arrangement pour voix (mezzo-soprano), flûte, clarinette, harpe, percussions, alto et violoncelle. La pièce musicale a été incluse dans la collection Folk Songs et a été enregistrée par sa femme Cathy Berberian.
En 1995, c'est au tour d'Osvaldo Golijov de l'inclure, avec de nouveaux arrangements, dans son CD Ayre.

## Autres interprétations
- Luisa Castellani
- Dawn Upshaw
- Thierry Guillemot
- Natalie Choquette
- Soïg Sibéril
- Trio Patrick Bouffard
- Pina Sabatini et Sandro Del Duca
- Marc Boucher